# André Cruz
André Cruz, född den 20 september 1968 i Piracicaba, São Paulo, är en brasiliansk fotbollsspelare som tog OS-silver i fotbollsturneringen vid de olympiska sommarspelen 1988 i Seoul.